# 러마 알렉산더
앤드루 러마 알렉산더 주니어(영어: Andrew Lamar Alexander, Jr., 1940년 7월 3일 ~ )는 미국 공화당 소속의 정치인이다. 테네시 하원의원을 지냈으며 현 하원 원내총무 자리에 있다.
알렉산더 원내총무는 과거 KKK단 관련 단체의 행사에서 연설을 했다 하여 여야 안팎으로 비난받은 바가 있다.

## 역대 선거 결과
| 선거명      | 직책명                  | 대수  | 정당   | 득표율 | 득표수      | 결과 | 당락                   |
| ----------- | ----------------------- | ----- | ------ | ------ | ----------- | ---- | ---------------------- |
| 1974년 선거 | 테네시 주지사           | 44대  | 공화당 | 43.77% | 455,467표   | 2위  | 낙선                   |
| 1978년 선거 | 테네시 주지사           | 45대  | 공화당 | 55.84% | 661,959표   | 1위  | 테네시 주지사 당선     |
| 1982년 선거 | 테네시 주지사           | 45대  | 공화당 | 59.56% | 737,693표   | 1위  | 테네시 주지사 당선     |
| 2002년 선거 | 상원의원 (테네시 제2부) | 108대 | 공화당 | 54.28% | 891,420표   | 1위  | 테네시주 상원의원 당선 |
| 2008년 선거 | 상원의원 (테네시 제2부) | 111대 | 공화당 | 65.14% | 1,579,477표 | 1위  | 테네시주 상원의원 당선 |
| 2014년 선거 | 상원의원 (테네시 제2부) | 114대 | 공화당 | 61.87% | 850,087표   | 1위  | 테네시주 상원의원 당선 |